# Runaway Bay (Giamaica)
Runaway Bay è un comune della Giamaica, situato nella parrocchia di Saint Ann.